# École nationale supérieure des mines de Paris
École nationale supérieure des mines de Paris (w skrócie École des mines de Paris lub Mines Paris) została założona 19 marca 1783 roku na mocy ordonansu króla Ludwika XVI w celu kształcenia zarządców kopalni królewskich. Szkoła jest jedną z prestiżowych uczelni technicznych we Francji. Mines Paris wchodzi w skład Institut des sciences et technologies de Paris (ParisTech) (pl. Paryskiego Instytutu Nauk i Technologii).
W chwili założenia szkoły, eksploatacja kopalń była przedsięwzięciem technologicznym, pojawiały się jednak również problemy dotyczące bezpieczeństwa górników oraz zarządzania gospodarczego, jak również kwestie geopolityczne. Kierunki kształcenia w Szkole miały zatem zróżnicowane pochodzenie, przez co uczelnia przekształciła się z biegiem czasu w jednostkę interdyscyplinarną.